# شه
شه (به مجاری:  Sé) یک شهرداری در مجارستان است که در واش واقع شده‌است. شه ۶٫۰۳ کیلومتر مربع مساحت و ۱٬۲۹۹ نفر جمعیت دارد.